# Taeniotes subocellatus
Taeniotes subocellatus là một loài bọ cánh cứng trong họ Cerambycidae.